# Gunter Ziegler
Gunter Ziegler (* 24. November 1949 in Eggenburg) ist ein österreichischer Schauspieler.

## Leben
Ziegler ließ sich zunächst zum Innendekorateur ausbilden und nahm privaten Schauspielunterricht bei Peter Capell und Erna Sellmer. 1970 erhielt er sein erstes Engagement am T(h)eater in der Briennerstraße in München. Dort spielte er im selben Jahr in The Boys in the Band von Mart Crowley.
Er gastierte danach bei zahlreichen anderen Theatern, zum Beispiel 1975 in Whiteheads Der Vierer am Theater44 oder 1985 in Camolettis Die Perle Anna am Theater Die Kleine Freiheit. Ziegler wirkte in vielen Fernsehproduktionen und einigen Spielfilmen mit, wiederholt unter der Regie von Ulli Lommel. 2004 übernahm er in dessen Zombie Nation die Hauptrolle des psychopathischen Frauenmörders Joe Singer. Von 2012 bis 2013 war er in der täglichen ARD-Seifenoper Rote Rosen als englischer Kriegsveteran Pete Johnson in 117 Folgen zu sehen.

## Filmografie
- 1973: Bounty-Prozeß
- 1973: Liebesjagd durch 7 Betten
- 1974: Wetterleuchten über dem Zillertal
- 1974: Unser Walter (Serie)
- 1975: So oder so ist das Leben
- 1976: Anita Drögemöller und die Ruhe an der Ruhr
- 1976: Bleib, wo du bist, Liebling
- 1977–1978: Derrick (Serie, 3 Folgen)
- 1977: Fuhrmann Henschel
- 1979: Götz von Berlichingen mit der eisernen Hand
- 1984: Tatort – Geburtstagsgrüße
- 1990: Lindenstraße (Serie, Folge 245–246)
- 1991: Thunder Drive – Fluchtpunkt Los Angeles (OT: The Big Sweat)
- 1993: Best of the Best 2
- 1995: Florida Lady (Serie)
- 1995: The Viking Sagas
- 2000: Der Bockerer III – Die Brücke von Andau
- 2001: Unser Charly (Serie)
- 2002: Ein himmlisches Weihnachtsgeschenk (Fernsehfilm)
- 2003: Mein Mann, mein Leben und du
- 2004: Star Trek: Enterprise (Serie)
- 2004: Zombie Nation
- 2004: Daniel – Der Zauberer
- 2004: Schloßhotel Orth (Serie)
- 2005: Zodiac-Killer
- 2006: The Raven
- 2007: Absolute Evil
- 2008: Dungeon Girl
- 2012–2013, 2018: Rote Rosen (Telenovela), als "Pete Johnson"